# Мад'ярово
Мадья́рово (рос. Мадьярово) — присілок у складі Селтинського району Удмуртії, Росія.

## Населення
Населення — 225 осіб (2010; 248 в 2002).
Національний склад станом на 2002 рік:
- удмурти — 86 %

## Урбаноніми[3]
- вулиці — Лісова, Молодіжна, Південна